# 原伯絞
原伯绞（?—?），春秋时期周朝的大夫。
原伯绞虐待他的臣属，很多人逃走。前530年十月初一壬申日，原国人驱逐原伯绞而立公子跪尋，原伯绞逃奔郊地。